# Эннис, Гленн
Гленн Д. Эннис (англ. Glenn D. Ennis, род. 19 мая 1964 года в Ванкувере) — канадский регбист, игравший на позиции восьмого, и профессиональный каскадёр.

## Биография

### Регбийная карьера
Выпускник университета Британской Колумбии. На клубном уровне играл за команду «Джеймс-Бэй», в 1990-е годы выступал за японский клуб «Сантори Санголиат», окончательно завершив карьеру в 2000 году. За сборную Канады сыграл 32 встречи, набрав 28 очков благодаря 7 попыткам, и участвовал в трёх чемпионатах мира (1987, 1991 и 1995 годов).

### Каскадёр
С 2001 года Эннис участвует в съёмках фильмов и телесериалов как каскадёр, среди которых — «Агент Коди Бэнкс», «Люди Икс 2», «Эффект бабочки», «Фантастическая четвёрка», «Фредди против Джейсона» (дублёр актёра, исполнявшего роль Джейсона), «Обитель зла: Возмездие» и т.д. Наибольшую славу ему принесли съёмки фильма «Выживший», где Эннис изображал медведя, боровшегося против героя Леонардо Ди Каприо (в сценах борьбы Ди Каприо также подменял дублёр).

### Личная жизнь
Супруга — Линн Коллар, ведущая новостей. Есть младший брат, также ставший каскадёром.